# Lincoln (hrabstwo Wood)
Lincoln – miasto w Stanach Zjednoczonych, w stanie Wisconsin, w hrabstwie Wood.